# Dune (igra)
Dune je strateška društvena igra na tabli za 2 do 6 igrača, gde svaki igrač bira jednu od 6 velikih frakcija koje pokušavaju da kontrolišu najbitniji resurs u univerzumu - misteriozni začin Melange.
Igra je odrađena na osnovu priče iz Frenk Herbertove najpoznatije naučno-fantastične knjige Dina.

## Opis i pravila
Svaki igrač vodi jednu od šest velikih frakcija koje su došle na planetu Arakis i tragaju za Melangeom. 
Tabla za igru koja predstavlja planetu je podeljena na teritorije od kojih je pet uporišta-tvrđava.
Igrači premeštaju svoje jedinice sa teritorije na teritoriju, a ako dva ili više igrača uđu na istu teritoriju dolazi do bitke koje se rešavaju skrivenim sistemom licitiranja. Svaki igrač tajno bira određeni broj trupa koje će da žrtvuje na toj teritoriji, gde svaka žrtvovana jedinica daje osnovni rezultat jedan, a žetoni vođe povećavaju snagu njihove strane pod uslovom da preživi napad protivničkog lidera.
Nakon što oba igrača odaberu svoje strategije, otkrivaju broj jedinica, vođa i predmeta koji se koriste. Ako je igrač izabrao protivničkog izdajnika, biće poražen. U protivnom, ako je igrač upotrebio oružje protiv kojeg drugi igrač nije upotrijebio odbranu, vođa protivnika će biti ubijen. Ako se laser koristi protiv štita, sve jedinice i vođe ginu na obe strane. U suprotnom se bodovi sabiraju i igrač sa nižim rezultatom je poražen. Igrač sa većim rezultatom, iako je pobedio, ipak mora izgubiti broj jedinica koje je planirao u svojoj strategiji. U slučaju izjednačenog rezultata, napadajući igrač dobija bitku.

## Spoljašnje veze
Dune - Polygon